# Ivan Paskevitch
Ivan Paskevitch, selon l'onomastique russe Ivan Fiodorovitch Paskevitch (cyrillique : Иван Фёдорович Паскевич), né le 5 août 1782 à Poltava, mort le 20 janvier 1856 à Varsovie, est un officier russe, particulièrement connu pour son rôle dans l'écrasement de l'insurrection polonaise de 1830-1831, nommé ensuite lieutenant général (namiestnik) du royaume de Pologne, c'est-à-dire substitut du tsar dans ce royaume (de 1831 à sa mort).
Il a reçu un grand nombre de titres et d'honneurs : prince de Varsovie, comte d'Érevan, feld-maréchal des armées russes, chevalier de tous les ordres de Russie de première classe, de plusieurs ordres étrangers, décoré du portrait de l'empereur de Russie enrichi de diamants et d'une épée ornée de diamants avec l'inscription : Au vainqueur des Persans, à Elisabetvol.

## Biographie

### Débuts dans la carrière militaire
Issu d'une riche famille noble, il entre dans le corps des Pages, puis connaît une ascension notable : nommé lieutenant de la Garde à la suite d'un brillant examen, il devient en même temps aide de camp de l'empereur Paul avec le grade de capitaine ; le tsar l'emploie pour des missions de confiance. Paskevitch fait ses premières armes contre l'armée française en 1805, année de la bataille d'Austerlitz.

### Guerre russo-turque (1806-1812)
L'année suivante, il sert pendant la campagne de Turquie et participe à presque toutes les batailles et à tous les assauts. Il est aussi chargé de négociations importantes à Constantinople, notamment en 1808, à l'époque où Sélim III est renversé. Le soupçonnant d'espionnage, les Turcs veulent l'assassiner et il est obligé de s'enfuir sur une barque à quatre rames, faisant ainsi un trajet de cent lieues sur la mer Noire. Arrivé à Varna, il persuade le pacha que la paix a été conclue, et échappe ainsi à une mort certaine.
Après un armistice à la mort de Sélim, les hostilités recommencent en 1809. Au siège de Brailov, il monta volontairement l'un des premiers à l'assaut mais est frappé d'une balle à la tète. À peine convalescent, il se met à la poursuite de l'ennemi à la tête d'un détachement et l'ayant atteint, le taille en pièces.
Paskevitch se distingue à de nombreuses autres occasions : ainsi, au passage du Danube le 27 juillet 1809, à la prise de l'île de Tchetali, à la bataille de Kustendjé, à la bataille de Razovat, au siège de Silistra et à la bataille de Tataritza.
En 1810, il combat à Mangalia en tant que commandant du régiment de Vilobsk, puis à la prise de Silistri, à l'assaut de l'importante forteresse de Bouzardjik. Le 4 juin, il est sous les murs de Varna ; il enlève les batteries qui couronnent le promontoire de Galaterabourg, assiége la forteresse sur la rive opposée du lac, et repousse vigoureusement deux sorties de l'ennemi. Il est récompensé en étant nommé chevalier de Saint-Georges de 3e classe, décoration qui ne se donne pas aux simples colonels.

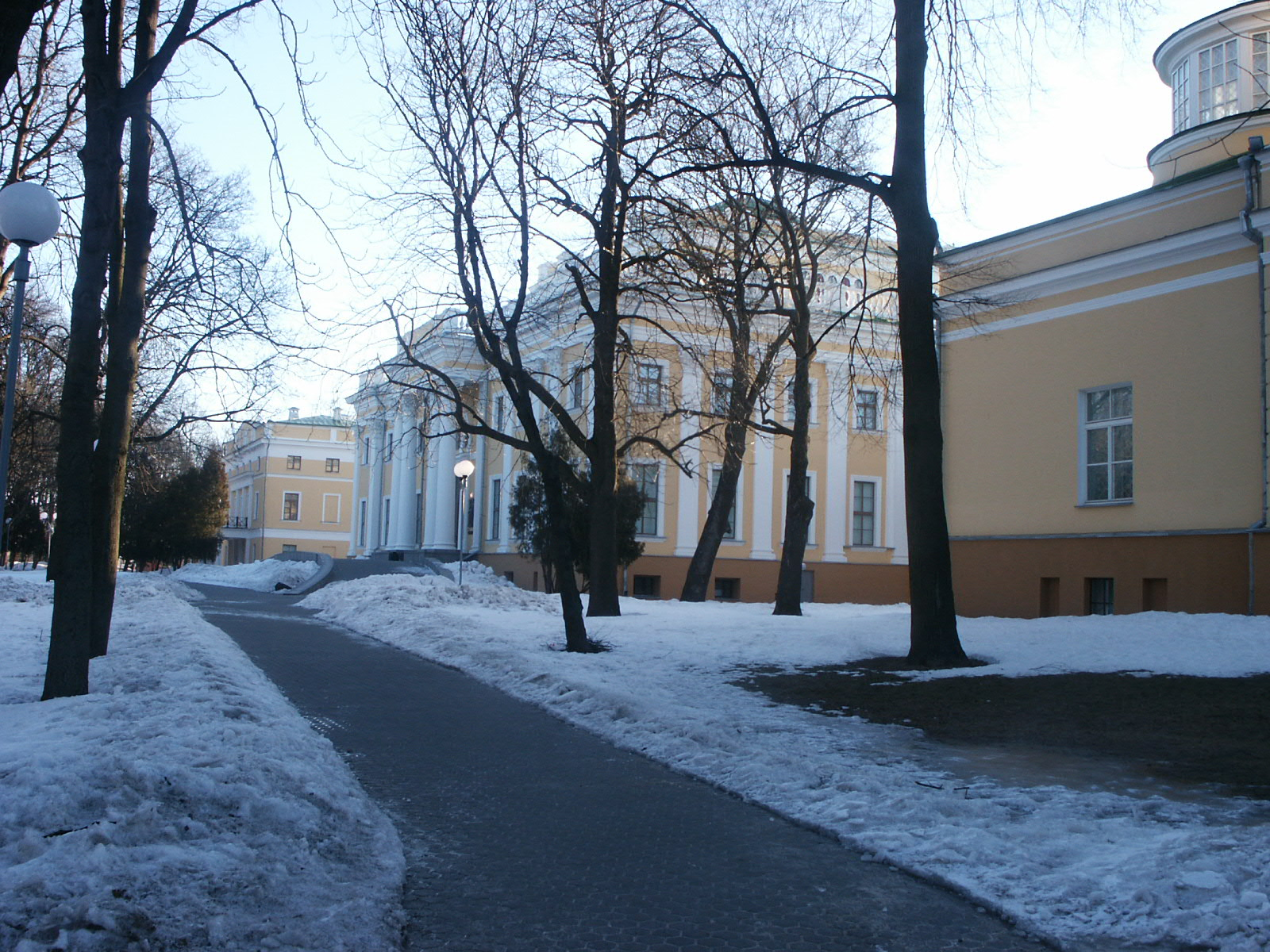
Palais Paskevitch à Gomel, Biélorussie

Le 23 juillet, il assiste à l'attaque de Schumla, s'empare d'une hauteur et y place deux canons qui provoquent beaucoup de pertes chez les Turcs.
Le colonel Paskevitch se couvre encore de gloire au sanglant assaut de Roustchouk et à l'affaire de Balyne, où il se fait remarquer d'une manière si éclatante qu'il y reçoit le grade de général-major. Pendant deux jours, dix-neuf mille Russes sont opposés à quarante-cinq mille Turcs. Le pacha y fut tué ; toute l'artillerie, tout le camp, un riche butin et une flottille furent la proie des vainqueurs.

### Guerre contre la France (1812-1815)
En 1812, lors de l'invasion française, Paskevitch reçoit le commandement de la 26e division d'infanterie sous les ordres du prince Bagration. À la bataille de Smolensk, il commande le centre et l'aile gauche composée de six régiments avec 45 pièces de canon. Combattant lui-même (il a deux chevaux tués sous lui), il enlève et reprend plusieurs fois des batteries françaises et fait prisonnier un général.
Lors de la bataille de la Wiasma, Paskevitch dirige le centre et l'aile droite de l'armée russe ; il fond sur les troupes  françaises avec une telle vigueur qu'il les force à abandonner quatre positions avantageuses. Il donne ainsi une nouvelle preuve de son intelligence, dans un combat qui coûte dix mille hommes aux deux côtés.
Le 3 novembre, sur le chemin de Smolensk à Krasnoïé, Paskevitch attaque avec une brigade l'arrière-garde de la première colonne de la garde impériale, fait six-cents prisonniers, parmi lesquels un général, enlève quatre canons et tous les bagages.
Le 4 du même mois, sa division est attaquée par le corps d'armée du vice-roi ; il taille en pièces une forte colonne, fait 800 prisonniers, dont un général, et enlève six canons et deux drapeaux. Deux jours après, il repousse le maréchal Ney qui cherche à se faire jour à travers les colonnes russes. Pendant le reste de la campagne, il commande l'avant-garde et se trouve continuellement au feu.
Investi à Wilna du commandement du 7e corps, il passe le Niémen et se dirigea sur Polotsk. En janvier 1813, il commande en chef au siège de Modline qui dure six mois, parce qu'il lui était expressément défendu de faire un siège en règle. Il utilise ce temps à organiser un corps de trente mille hommes. Il commande la 26e division en Bohême à l'époque de l'armistice de 1813 ; il se trouve aussi à la bataille de Kulm.
Ayant de nouveau montré sa bravoure et ses talents à la bataille des Nations, il obtient le grade de lieutenant-général, puis est employé au blocus de Magdebourg, à celui de Hambourg, et commande en janvier 1814 la 2e division des grenadiers à la tête de laquelle il se distingue à la bataille d'Arcis-sur-Aube.
Du 17 au 27 mars, il refoula jusqu'aux barrières de Paris les Français qui combattent à Bondy, à Belleville, à Ménilmontant.
En 1815, Paskevitch fait partie de l'armée russe occupant la France. En 1817, il accompagne dans ses voyages en Europe le grand-duc Michel et à son retour en 1823 est nommé chef d'une division de la Garde impériale. Alexandre en fait son aide-de-camp général.

### Guerre russo-persane de 1826-1828
Pendant la guerre russo-persane de 1826-1828, en août 1826, il reçoit le commandement des troupes chargées de repousser les Perses qui ont envahi la Géorgie ; il livre à Elizavetpol une sanglante bataille au prince Abbas-Mirza, le met en déroute complète et l'oblige à évacuer les provinces envahies.
Investi du commandement en chef en 1827, il passe l'Araxe, bat de nouveau le prince Abbas-Mirza, se porte sur Erevan qu'il investit le 25 septembre, et s'en empare après six jours de tranchées. Il conquiert ensuite l'Azerbaïdjan.
Abbas, effrayé de ces succès rapides, demande la paix. Une trêve est conclue, puis les négociations sont rompues. Le général Paskevitch reprend vigoureusement les hostilités, prend plusieurs places fortes, et se rapproche de Tchéron, résidence du Chah ; Felh-Ali, sans même consulter son fils, lui envoie des plénipotentiaires avec des présents magnifiques, parmi lesquels un diamant qui passe pour le plus gros de l'univers.
La paix est signée le 10 février 1828 par le traité de Turkmanchai. Paskevitch reçoit le titre de comte d'Erevan et une gratification d'un million de roubles.

### Guerre contre la Turquie et dans le Caucase
À la reprise des hostilités contre l'Empire ottoman, Paskevitch lutte avec succès, malgré des ressources minimes, contre des forces considérables. Il s'empare de la forteresse de Kars considérée comme inexpugnable ainsi que de plusieurs places également importantes, dont celle d'Akhaltsikhé. Il remporte les batailles de Kainli et de Milli-Douzé, puis entre en vainqueur dans Erzeroum, la plus importante de ses conquêtes, qui lui vaut d'être décoré de l'ordre militaire de Saint-Georges de 1re classe, distinction que personne ne partage avec l'Empereur.
Continuant le cours de ses victoires, il marche sur Trébizonde lorsqu'il reçoit la nouvelle que la paix a été signée à Andrinople. Il se porte alors sur la ligne du Caucase pour châtier des peuples insurgés de la partie septentrionale de ce pays. Cette expédition terminée et la Russie asiatique pacifiée, il retourne à Tiflis, son quartier général, en décembre 1830.

### Insurrection polonaise de 1830-1831 et ses suites
En novembre 1830, la Pologne, dont le tsar est roi depuis 1815, s'est soulevée.
Peu après avoir remporté la bataille d'Ostrołęka contre les insurgés (mai 1831), le maréchal Diébitch, commandant en chef de l'armée russe, meurt tout à coup du choléra. Le général Paskevitch est nommé à sa place.
Il arrive à Polotsk le 26 juin 1831 et prend le commandement de l'armée (qui se composait de 74 bataillons d'infanterie, de 101 escadrons de cavalerie régulière, de 51 compagnies de Cosaques et de 318 pièces d'artillerie).
En peu de jours, il trace son plan de campagne. Grâce à ses habiles manœuvres, et surtout à la conduite plus qu'incertaine du général Jan Zygmunt Skrzynecki, il parvient à effectuer le passage de la Vistule, puis s'ouvre un chemin vers Varsovie.
Le 23 août, l'attaque de la ville commence. Le 26, les colonnes russes pénétrèrent dans la ville même et s'y établissent. Paskevitch y est atteint d'un boulet au bras gauche qui lui fait une forte contusion ; mais il reste sur le champ de bataille. Le 27, la ville de Varsovie fait sa soumission, mais l'armée des insurgés n'a pas mis bas les armes. Il se met à sa poursuite et la disperse. Le 23 septembre, c'est la fin des combats : la Pologne retombe sous le joug du tsar. Paskevitch est élevé à la dignité de prince de Varsovie avec le prédicat d'altesse et transmission de ce titre à sa postérité.
Il devient lieutenant (vice-roi) du royaume de Pologne (namiestnik Królestwa Polskiego), poste qu'il occupe jusqu'en 1855, se distinguant par sa cruauté et son despotisme. Les Polonais nomment cette période « la nuit de Paskevitch » : l'autonomie du royaume de Pologne est battue en brèche et une politique systématique de russification est menée.

### Expédition contre les Hongrois (1849)
En 1849, Paskevitch participe au corps expéditionnaire envoyé à l'appel de l'Autriche contre la révolution hongroise.